# Playskool
Playskool est une entreprise américaine qui produit des jeux et des jouets éducatifs pour enfants. C'est une filiale d'Hasbro. Son siège se situe à Pawtucket, Rhode Island.

## Histoire
Le Playskool Institute est fondé par Lucille King en 1901 en tant que division de la John Schroeder Lumber Company de Milwaukee, Wisconsin. King, une employée de l'entreprise, concevait des jouets en bois utilisés comme aide à l'enseignement dans les classes d'écoles. En 1935, le Playskool Institute devient une division de Thorncraft, Inc. et installe ses bureaux à Chicago, Illinois. En 1938, Playskool est acheté par la Joseph Lumber Company où Manuel Fink est chargé des opérations. En 1940, Fink, avec Robert Meythaler, achète Playskool et établit la Playskool Manufacturing Company.
En 1943, Playskool achète la J.L. Wright Company, le fabricant de Lincoln Logs (en). En 1958, Playskool fusionne avec Holgate Toys, Inc., un fabricant d'objets en bois basé à Kane, Pennsylvania, et en 1962 ils rachètent la Halsam Company, un fabricant de blocs de bois, de jeux de dames, de dominos et de jeux de construction. En 1968 Playskool devient une filiale de Milton Bradley ; les deux entreprises sont achetées par Hasbro en 1984.
Après l'achat, Playskool commence ses activités à Pawtucket, Rhode Island comme filiale de Hasbro. En 1985, Playskool sort une ligne de produits pour bébés sous le nom de Tommee Tippee, dont des bouteilles et des bavoirs. De nombreux produits Hasbro destinés aux bébés passent sous la marque Playskool, y compris Play-Doh et Tonka. Playskool commence aussi à fabriquer des jouets sous la licence d'autres entreprises, avec des contrats de licence pour produire des objets de marque Teddy Ruxpin, Barney, Arthur, Teletubbies et Nickelodeon. Hasbro commence également à mettre à disposition sous licence la marque Playskool à d'autres fabricants, pour produire des livres, des produits de soin pour bébés, des jeux vidéo ou des vêtements,
,
,,.

## Produits
Playskool produit une grande gamme de jouets et de jeux éducatifs pour enfants.
Playskool produit des objets pour des âges allant des nouveau-nés aux enfants prêts à être scolarisés ; des produits comme Kick Start Gym, Step Start Walk 'n Ride et Tummy Time line sont destinés à développer la motricité des bébés,,. Plusieurs jeux, comme Pipeworks (en), Go Go Gears et Busy Basics lines ont été conçus pour permettre à l'enfant d'exprimer sa créativité,. Playskool produit également plusieurs poupées et personnages dont Dolly Surprise et Kota the triceratops (en).

## Marques
- Boohbah
- Bob le bricoleur
- Baby Einstein
- Clipo
- Les Luxioles
- Jurassic Park Junior
- M. Patate
- PBS Kids Bookworm Bunch (en)
- Pipeworks (en)
- 1, rue Sésame
- Star Wars Jedi Force
- Talk 'n Play (en)
- Transformers: Rescue Bots
- Les Télétubbies
- GoBots
- TradWeebles (en)

## Toxicité
En 2018, une étude à des trouvé de l'amiante dans des crayons à colorier de la marque Playskool, toutefois il est licite de commercialiser des crayons de couleur contenant de l'amiante aux Etats-Unis.